# Ustrój polityczny Wybrzeża Kości Słoniowej
Zgodnie z Konstytucją z obowiązującą od 2016 roku Wybrzeże Kości Słoniowej jest republiką parlamentarną z prezydentem na czele. Władzę wykonawczą sprawuje prezydent oraz rząd na czele z premierem powoływanym przez prezydenta. Prezydent jest wybierany na pięcioletnią kadencję, natomiast premier jest powoływany spośród deputowanych. 
Władza ustawodawcza należy do bikameralnego parlamentu: Zgromadzenia Narodowego oraz Senatu. 